# Lynchmord von Ramallah
Der Begriff Lynchmord von Ramallah steht für die Ermordung der israelischen Reservisten Vadim Nurzhitz und Yossi Avrahami durch einen palästinensischen Mob, die sich am 12. Oktober 2000 in der palästinensisch kontrollierten Stadt Ramallah im Westjordanland ereignete. Die Grausamkeit des Vorfalls, welcher von Mediaset, einem italienischen Fernsehteam, gefilmt wurde, sorgte international für Entsetzen. Der Vorfall ereignete sich zu Beginn der Zweiten Intifada und führte zur Verschärfung der gewaltsamen Auseinandersetzungen zwischen Palästinensern und Israelis.

## Hergang
Am 12. Oktober 2000 wurden die beiden Reservisten, die als Fahrer tätig waren, von Polizisten der palästinensischen Autonomiebehörde festgenommen, nachdem sie auf einer Straße offenbar falsch abgebogen und versehentlich nach Ramallah gefahren waren. Sie wurden zunächst in die naheliegende Polizeistation gebracht und dort verhört. Währenddessen verbreitete sich in Ramallah das Gerücht, dass die festgenommenen Israelis Undercover-Agenten der israelischen Armee seien. Eine aufgebrachte Menge von mehr als 1000 Männern zog daraufhin vor die Polizeiwache. Nach Augenzeugenberichten versuchten einige Sicherheitskräfte, die Menge zurückzuhalten. Schließlich stürmten etwa ein Dutzend mit Messern und Metallstangen bewaffnete Männer das Polizeirevier, wo sie auf die Soldaten einstachen, einschlugen, ihnen die Augen und innere Organe herausrissen. Ein Polizist beteiligte sich an dem Mord. Nach kurzer Zeit trat einer der Mörder ans Fenster der Polizeistation und zeigte der draußen stehenden Menge seine blutverschmierten Hände, welche ihm zujubelte. Ein am Tatort anwesendes italienisches Fernsehteam konnte filmen, wie der leblose Körper eines der beiden Soldaten aus dem Fenster des Polizeireviers geworfen wurde und eine Gruppe von draußen stehenden Männern sofort weiter auf den Toten einschlugen und eintraten. Der Körper des anderen Soldaten wurde angezündet und durch die Straßen geschleift. Ein am Tatort anwesender britischer Fotograf versuchte nach eigenen Angaben, die Geschehnisse zu fotografieren. Dabei bedrohten ihn einige der Männer und zerschlugen seine Kamera. In seinem Bericht schrieb er wenige Tage später:

„Dies war das Schlimmste, was ich je gesehen habe, und ich habe vom Kongo, Kosovo und vielen anderen schlimmen Orten berichtet. [...] Ich weiß, sie [die Palästinenser] sind nicht alle wie jene und ich bin eine sehr vergebungsbereite Person, aber dies werde ich nie vergessen. Es war ein Mord der barbarischsten Art. Wenn ich darüber nachsinne, sehe ich den Kopf des Mannes, alles zerschmettert. Ich weiß, ich werde bis zum Ende meines Lebens Alpträume haben.“

Während der Vorkommnisse versuchte die palästinensische Polizei, Journalisten Filmaufnahmen und Fotos von dem Übergriff abzunehmen. Die Leichen der beiden Soldaten wurden nach einigen Stunden an einem Kontrollposten der israelischen Armee abgegeben.

## Reaktion Israels
Der Vorfall schockierte die israelische Öffentlichkeit und schwächte vor allem unter linksgerichteten Israelis das Vertrauen in den Friedensprozess. Ministerpräsident Ehud Barak bezeichnete den Übergriff als „sehr schwerwiegend“ und sagte alle Termine ab. Ein Regierungssprecher machte die palästinensische Autonomiebehörde für den Übergriff verantwortlich. Kurz darauf beschossen israelische Kampfhubschrauber Ziele der palästinensischen Autonomiebehörde im Westjordanland und dem Gazastreifen, unter anderem zwei Polizeistationen, ein militärisches Hauptquartier, eine Radiostation und Gebäude nahe Jassir Arafats Regierungssitz. Nach palästinensischen Angaben wurden dabei 27 Menschen verletzt. Wenige Tage später nahmen israelische Einheiten mehrere Palästinenser fest, die unter Verdacht standen, an dem Mord beteiligt gewesen zu sein.

## Reaktion der palästinensischen Autonomiebehörde
Eine palästinensische Erklärung bezeichnete den Übergriff als „bedauernswert“, aber „verursacht durch israelisches Verhalten und die Verbrechen der Siedler“. Israel wurde vorgeworfen, durch seine Vergeltungsschläge den Palästinensern den „Krieg erklärt“ zu haben. Zudem wurde erneut die Vermutung geäußert, bei den getöteten Soldaten habe es sich um Undercover-Einheiten gehandelt. Gegen Abend erklärte Palästinenserpräsident Jassir Arafat: „Wir sind stark. Nichts wird unseren Marsch auf Jerusalem als Hauptstadt des palästinensischen Staates aufhalten.“

## Strafverfolgung
Nach seinem Amtsantritt wies der israelische Premierminister Ariel Scharon die israelischen Sicherheitsdienste an, die Lynchmörder zu finden und zu verhaften. Israel hat die Verantwortlichen daraufhin ausfindig gemacht:
- Aziz Salha wurde im Jahr 2001 verhaftet. Er gab zu, einer derjenigen gewesen zu sein, die in die Polizeistation eingebrochen waren. Als er sah, dass seine Hände mit dem Blut des Soldaten beschmiert waren, ging er zum Fenster und zeigte der Menge unten stolz seine blutverschmierten Hände und ließ sich dabei fotografieren.[11] 2004 wurde er von einem israelischen Gericht wegen des Mordes an Nurzhitz zu lebenslanger Haft verurteilt.[12] Im Oktober 2011 wurde er im Rahmen des Gefangenenaustauschs gegen Gilad Shalit freigelassen.[13] Salha wurde im Oktober 2024 von israelischen Soldaten in der Nähe von Deir al-Balah getötet.[14]
- Muhammad Howara, ein militanter Tanzim, wurde 2001 verhaftet. Er gab zu, in eine Polizeistation eingebrochen zu sein und einen der Soldaten niedergestochen zu haben.[15]
- Ziad Hamdada, ein Fatah-Tanzim-Aktivist, der die Leiche eines israelischen Reservisten angezündet hatte, wurde 2002 verhaftet. Er hatte ebenfalls an anderen Anschlägen auf israelische Streitkräfte teilgenommen und diese geplant.[15]
- Mohamed Abu Ida, ein ehemaliges Mitglied der palästinensischen Polizei in Ramallah, wurde 2005 vom Shin Bet verhaftet. Im Laufe der Ermittlungen gab er zu, die beiden israelischen Soldaten zur Polizeistation in Ramallah geführt zu haben und sich danach den anderen Randalierern angeschlossen zu haben.[16]
- Wisam Radi, ein palästinensischer Polizist, wurde von israelischen Sicherheitskräften verhaftet und 2005 vor einem Militärgericht angeklagt, Yosef Avrahami getötet und die Leiche von Vadim Nurzhitz misshandelt zu haben. Im Jahr 2010 wurde er vom Vorwurf des Mordes an Avrahami freigesprochen, weil ein entscheidendes Beweisstück vor Gericht nicht zugelassen wurde. Er wurde jedoch wegen der Verstümmelung der Leiche von Nurzhitz zu sieben Jahren Gefängnis verurteilt. Ein Berufungsgericht hob später die Entscheidung auf, ihn nicht wegen Mordes zu verurteilen, nachdem die Militärstaatsanwaltschaft Berufung eingelegt hatte.[17]
- Haiman Zabam, ein Tansim-Agent, wurde am 26. September 2007 von israelischen Fallschirmjägern verhaftet. Er hatte weitere Anschläge auf Israel geplant.[18]
- Marwan Ibrahim Tawfik Maadi und Yasser Ibrahim Mohammed Khatab, zwei Hamas-Mitglieder, wurden vom Shin Bet und der israelischen Polizei bei der Zerschlagung eines Hamas-Netzwerks in Ramallah und in der Region Mateh Benjamin festgenommen. Während des Verhörs gestanden sie ihre Beteiligung an dem Lynchmord und im August 2012 wurden sie vor einem Militärgericht angeklagt.[17][19]

## Weblink
- Vor 20 Jahren. Lynchmord in Ramallah: Eine öffentliche Demütigung. In: israelnetz.com 12. Oktober 2020